# (3287) Ольмстид
(3287) Ольмстид (лат. Olmstead) — астероид, относящийся к группе астероидов пересекающих орбиту Марса и принадлежащий к редкому спектральному классу L. Он был открыт 28 февраля 1981 года американским астрономом Шелте Басом в обсерватории Сайдинг-Спринг и назван в честь другого астронома Мишель Олмстед.

Орбита астероида Ольмстид и его положение в Солнечной системе